# AUNIP
AUNIP (англ. Aurora kinase A and ninein interacting protein) – білок, який кодується однойменним геном, розташованим у людей на 1-й хромосомі. Довжина поліпептидного ланцюга білка становить 357 амінокислот, а молекулярна маса — 40 253.
| 10         |  | 20         |  | 30         |  | 40         |  | 50         |
| ---------- |  | ---------- |  | ---------- |  | ---------- |  | ---------- |
| MRRTGPEEEA |  | CGVWLDAAAL |  | KRRKVQTHLI |  | KPGTKMLTLL |  | PGERKANIYF |
| TQRRAPSTGI |  | HQRSIASFFT |  | LQPGKTNGSD |  | QKSVSSHTES |  | QINKESKKNA |
| TQLDHLIPGL |  | AHDCMASPLA |  | TSTTADIQEA |  | GLSPQSLQTS |  | GHHRMKTPFS |
| TELSLLQPDT |  | PDCAGDSHTP |  | LAFSFTEDLE |  | SSCLLDRKEE |  | KGDSARKWEW |
| LHESKKNYQS |  | MEKHTKLPGD |  | KCCQPLGKTK |  | LERKVSAKEN |  | RQAPVLLQTY |
| RESWNGENIE |  | SVKQSRSPVS |  | VFSWDNEKND |  | KDSWSQLFTE |  | DSQGQRVIAH |
| NTRAPFQDVT |  | NNWNWDLGPF |  | PNSPWAQCQE |  | DGPTQNLKPD |  | LLFTQDSEGN |
| QVIRHQF    |  |            |  |            |  |            |  |            |

A: Аланін

C: Цистеїн

D: Аспарагінова кислота

E: Глутамінова кислота

F: Фенілаланін

G: Гліцин

H: Гістидин

I: Ізолейцин

K: Лізин

L: Лейцин

M: Метіонін

N: Аспарагін

P: Пролін

Q: Глутамін

R: Аргінін

S: Серин

T: Треонін

V: Валін

W: Триптофан

Кодований геном білок за функцією належить до фосфопротеїнів. 
Задіяний у такому біологічному процесі, як альтернативний сплайсинг. 
Локалізований у цитоплазмі, цитоскелеті.